# The White Room
The White Room is een restaurant in Amsterdam. De eetgelegenheid staat onder leiding van meesterkok Jacob Jan Boerma. Het restaurant heeft sinds 11 december 2017 in de gids voor 2018 een Michelinster.

## Locatie
Het restaurant is gehuisvest in het Grand Hotel Krasnapolsky aan de Dam in Amsterdam. De ruimte waarin de eetgelegenheid is gesitueerd opende in 1885 voor het eerst de deuren als horecagelegenheid. In die tijd werd dit restaurant 'De Witte Kamer' genoemd.
Voor The White Room in 2016 opende is de zaak uitgebreid verbouwd. Omdat het pand een rijksmonument is, heeft het interieur nog altijd een traditionele en klassieke uitstraling. In het interieur is op een moderne en traditionele manier veel goud verwerkt en zijn belle-époquedetails terug te vinden.

## Geschiedenis

### Opening
Meesterkok Jacob Jan Boerma kreeg in 2014 als vierde in de Nederlandse geschiedenis drie Michelinsterren, met zijn restaurant De Leest. In 2016 opende hij een tweede restaurant in de Nederlandse hoofdstad aan de Dam. Een voormalige chef van De Leest tekende voor de dagelijkse culinaire leiding van The White Room: Arturo Dalhuisen.

### Michelinster
In december 2017 ontving The White Room een Michelinster van de Franse bandenfabrikant. Arturo Dalhuisen zwaaide op dat moment nog de scepter over de keuken. In 2024 had de eetgelegenheid 15 van de 20 punten in de GaultMillau-gids. The White Room staat in 2022 op nummer 56 van de beste restaurants van Nederland, in de culinaire gids Lekker.

### Nieuwe chef
Vanaf 10 augustus 2021 mag Tristan de Boer zich Chef de Cuisine noemen van het met een Michelinster bekroonde restaurant in Anantara Grand Hotel Krasnapolsky in Amsterdam. Tristan nam het stokje over van Chef Randy Karman, die een andere uitdaging aangaat. Het restaurant heeft ondanks de wissel de Michelinster behouden.